# US Avellino
U.S. Avellino 1912 (voorheen bekend als Avellino Calcio) is een Italiaanse voetbalclub uit Avellino, Campania.
De club werd in 1912 opgericht en promoveerde in 1973 voor het eerst naar de Serie B, vijf jaar later stootte de club zelfs door naar de Serie A en wist zich daar tien jaar te handhaven, tot 1988. Avellino eindigde meestal in de middenmoot met een achtste plaats in 1987 als beste resultaat. Sinds de degradatie gaat de club op en neer tussen de Serie B en de Serie C1. De laatste degradatie uit de Serie B dateert van 2006. Na het seizoen 2006/07 promoveerde de club van de Serie C1 naar de Serie B.
In juli 2009 werd Avellino uitgesloten van het profvoetbal. De voetbalclub speelde eerst in de Serie D (amateurvoetbal) onder een nieuwe naam: Avellino Calcio 12 S.S.D.. In 2013 promoveerde Avellino naar de Serie B. In 2018 werd de club teruggezet naar de Serie D maar promoveerde in 2019 meteen weer naar de Serie C. De naam werd weer terug gewijzigd in US Avellino 1912.

## Eindklasseringen
- 1946 10e
Serie C
- 1947 3e
Serie C
- 1948 3e
Serie C
- 1949 18e
Serie C
- 1950 2e
n4
- 1951 15e
Serie C
- 1952 4e
n4
- 1953 1e
n4
- 1954 3e
n4
- 1955 11e
n4
- 1956 5e
n4
- 1957 5e
n4
- 1958 12e
n4
- 1959 3e
n4
- 1960 13e
Serie C
- 1961 18e
Serie C
- 1962 1e
Serie D
- 1963 18e
Serie C
- 1964 1e
Serie D
- 1965 7e
Serie C
- 1966 4e
Serie C
- 1967 2e
Serie C
- 1968 7e
Serie C
- 1969 10e
Serie C
- 1970 13e
Serie C
- 1971 16e
Serie C
- 1972 12e
Serie C
- 1973 1e
Serie C
- 1974 13e
Serie B
- 1975 16e
Serie B
- 1976 9e
Serie B
- 1977 12e
Serie B
- 1978 3e
Serie B
- 1979 10e
Serie A
- 1980 12e
Serie A
- 1981 10e
Serie A
- 1982 8e
Serie A
- 1983 9e
Serie A
- 1984 12e
Serie A
- 1985 11e
Serie A
- 1986 11e
Serie A
- 1987 8e
Serie A
- 1988 15e
Serie A
- 1989 7e
Serie B
- 1990 12e
Serie B
- 1991 13e
Serie B
- 1992 20e
Serie B
- 1993 6e
Serie C1
- 1994 9e
Serie C1
- 1995 2e
Serie C1
- 1996 18e
Serie B
- 1997 12e
Serie C1
- 1998 7e
Serie C1
- 1999 9e
Serie C1
- 2000 9e
Serie C1
- 2001 4e
Serie C1
- 2002 7e
Serie C1
- 2003 1e
Serie C1
- 2004 23e
Serie B
- 2005 2e
Serie C1
- 2006 19e
Serie B
- 2007 2e
Serie C1
- 2008 19e
Serie B
- 2009 21e
Serie B
- 2010 5e
Serie D
- 2011 4e
Seconda Divisione
- 2012 10e
Prima Divisione
- 2013 1e
Prima Divisione
- 2014 11e
Serie B
- 2015 8e
Serie B
- 2016 14e
Serie B
- 2017 14e
Serie B
- 2018 15e
Serie B
- 2019 1e
Serie D
- 2020 10e
Serie C
- 2021 3e
Serie C
- 2022 4e
Serie C
- 2023 14e
Serie C
- 2024 2e
Serie C
- 2025 1e
Serie C

- Serie A
- Serie B
- Serie C
- Prima Divisione
- Seconda Divisione
- Serie D
- n4

## Resultaten per seizoen
| Seizoen | Competitie                          | Niveau | Eindstand | Coppa Italia | Opmerking                                                                         |
| ------- | ----------------------------------- | ------ | --------- | ------------ | --------------------------------------------------------------------------------- |
| 2000/01 | Serie C1 Girone B                   | III    | 4         | 4e groep 3   | halve finale promotieserie                                                        |
| 2001/02 | Serie C1 Girone B                   | III    | 7         | 3e groep 5   |                                                                                   |
| 2002/03 | Serie C1 Girone B                   | III    | 1         | --           |                                                                                   |
| 2003/04 | Serie B                             | II     | 23        | 4e groep 8   |                                                                                   |
| 2004/05 | Serie C1 Girone B                   | III    | 2         | 4e groep 7   | winnaar promotieserie > SSC Napoli (2-1)                                          |
| 2005/06 | Serie B                             | II     | 19        | 2e ronde     | verliezer play-out > UC AlbinoLeffe (3-4)                                         |
| 2006/07 | Serie C1 Girone B                   | III    | 2         | 1e ronde     | winnaar promotieserie > Foggia Calcio (3-1)                                       |
| 2007/08 | Serie B                             | II     | 19        | 1e ronde     |                                                                                   |
| 2008/09 | Serie B                             | II     | 21        | 2e ronde     | Failliet, heroprichting onder de naam Avellino Calcio                             |
| 2009/10 | Serie D Girone I                    | V      | 5         | --           | Finale regionale promotieserie > Vigor Lamezia (0-1). Alsnog promotie             |
| 2010/11 | Lega Pro Seconda Divisione Girone C | IV     | 4         | --           | Finale promotieserie > Trapani Calcio (3-4)                                       |
| 2011/12 | Lega Pro Prima Divisione Girone A   | III    | 10        | 3e ronde     |                                                                                   |
| 2012/13 | Lega Pro Prima Divisione Girone B   | III    | 1         | 2e ronde     |                                                                                   |
| 2013/14 | Serie B                             | II     | 11        | 8e finale    |                                                                                   |
| 2014/15 | Serie B                             | II     | 8         | 4e ronde     | halve finale promotieserie; naamswijziging in US Avellino 1912.                   |
| 2015/16 | Serie B                             | II     | 14        | 3e ronde     |                                                                                   |
| 2016/17 | Serie B                             | II     | 14        | 2e ronde     |                                                                                   |
| 2017/18 | Serie B                             | II     | 15        | 3e ronde     | Geen proflicentie meer; naamswijziging in Avellino Calcio SSD                     |
| 2018/19 | Serie D Girone G                    | IV     | 1         | --           | winnaar promotieserie > Lanusei Calcio (2-0); naamswijziging in US Avellino 1912. |
| 2019/20 | Serie C Girone C                    | III    | 10        | --           | 1e ronde promotieserie                                                            |
| 2020/21 | Serie C Girone C                    | III    | 3         | 1e ronde     | halve finale promotieserie                                                        |
| 2021/22 | Serie C Girone C                    | III    | 4         | voorronde    | 2e ronde promotieserie                                                            |
| 2022/23 | Serie C Girone C                    | III    | 14        | --           |                                                                                   |
| 2023/24 | Serie C Girone C                    | III    | 2         | --           | Ligatopscorer: Cosimo Patierno (21); halve finale promotieserie                   |
| 2024/25 | Serie C Girone C                    | III    | 1         | 1e ronde     |                                                                                   |
| 2025/26 | Serie B                             | II     | .         | voorronde    |                                                                                   |

## Bekende ex-spelers

### Italianen
- Salvatore Bagni
- Francesco Baiano
- Stefano Colantuono
- Matteo Contini
- Fernando De Napoli
- Luciano Favero
- Fabio Pecchia
- Mario Piga
- Fabrizio Ravanelli
- Stefano Tacconi
- GianPietro Tagliaferri
- Vittorio Tosto
- Beniamino Vignola
- Giuseppe Zappella
- Davide Zappacosta

### Brazilianen
- Batista
- Dirceu
- Juary

### Belgen
- () Samuel Bastien
- () Andy Kawaya
- () Benjamin Mokulu
- () Pierre-Yves Ngawa
- Reno Wilmots

### Overig
- Nikos Anastopoulos
- Geronimo Barbadillo
- Viktor Budyanskiy
- Tomas Danilevičius
- Ramón Díaz
- Serge Dié
- Vital Koetoezaw
- Walter Schachner
- Søren Skov

## Trainer-coaches
| Van        | Tot        | Naam                 | Duels | W | G | V |
| ---------- | ---------- | -------------------- | ----- | - | - | - |
| 28.11.2016 | 30.06.2017 | Walter Novellino     |       |   |   |   |
| 01.07.2016 | 26.11.2016 | Domenico Toscano     |       |   |   |   |
| 21.04.2016 | 30.05.2016 | Attilio Tesser       |       |   |   |   |
| 23.03.2016 | 20.04.2016 | Dario Marcolin       |       |   |   |   |
| 01.07.2015 | 22.03.2016 | Attilio Tesser       |       |   |   |   |
| 21.05.2012 | 12.06.2015 | Massimo Rastelli     |       |   |   |   |
| 01.07.2011 | 30.06.2012 | Giovanni Bucaro      |       |   |   |   |
| 07.10.2008 | 30.06.2009 | Salvatore Campilongo |       |   |   |   |
| 01.07.2008 | 07.10.2008 | Giuseppe Incocciati  |       |   |   |   |
| 10.03.2008 | 30.06.2008 | Alessandro Calori    |       |   |   |   |
| 18.07.2007 | 23.08.2007 | Maurizio Sarri       |       |   |   |   |
| 01.07.2007 | 11.03.2008 | Guido Carboni        |       |   |   |   |
| 18.04.2007 | 16.07.2007 | Giovanni Vavassori   |       |   |   |   |
| 01.07.2006 | 17.04.2007 | Giuseppe Galderisi   |       |   |   |   |
| 01.07.2005 | 02.10.2005 | Francesco Oddo       |       |   |   |   |
| 01.07.2004 | 30.03.2005 | Antonello Cuccureddu |       |   |   |   |
| 01.07.2003 | 30.06.2004 | Zdeněk Zeman         |       |   |   |   |
| 01.07.2000 | 30.06.2001 | Aldo Ammazzalorso    |       |   |   |   |
| 01.07.1997 | 30.06.1998 | Roberto Morinini     |       |   |   |   |
| 01.10.1995 | 31.01.1996 | Corrado Orrico       |       |   |   |   |
| 01.02.1995 | 30.09.1995 | Zbigniew Boniek      |       |   |   |   |
| 01.07.1994 | 30.06.1995 | Giuseppe Papadopulo  |       |   |   |   |
| 01.07.1991 | 30.06.1992 | Bruno Bolchi         |       |   |   |   |
| 01.07.1991 | 30.06.1992 | Francesco Graziani   |       |   |   |   |
| 01.07.1989 | 28.02.1990 | Nedo Sonetti         |       |   |   |   |
| 05.12.1988 | 30.06.1989 | Eugenio Fascetti     |       |   |   |   |
| 01.07.1988 | 05.12.1988 | Enzo Ferrari         |       |   |   |   |
| 24.10.1987 | 30.06.1988 | Eugenio Bersellini   |       |   |   |   |
| 01.07.1986 | 23.10.1987 | Luís Vinício         |       |   |   |   |
| 01.07.1985 | 30.06.1986 | Tomislav Ivić        |       |   |   |   |
| 01.07.1984 | 30.06.1985 | Antonio Angelillo    |       |   |   |   |
| 01.11.1983 | 30.06.1984 | Ottavio Bianchi      |       |   |   |   |
| 01.07.1982 | 21.11.1983 | Fernando Veneranda   |       |   |   |   |
| 09.03.1982 | 30.06.1982 | Claudio Tobia        |       |   |   |   |
| 01.07.1980 | 08.03.1982 | Luís Vinício         |       |   |   |   |
| 01.07.1978 | 30.06.1980 | Rino Marchesi        |       |   |   |   |
| 01.07.1976 | 30.06.1977 | Corrado Viciani      |       |   |   |   |